# Asarum campaniflorum
Asarum campaniflorum là một loài thực vật có hoa trong họ Aristolochiaceae. Loài này được Yong Wang & Q.F.Wang mô tả khoa học đầu tiên năm 2004.